# Paradoxul lui Bentley

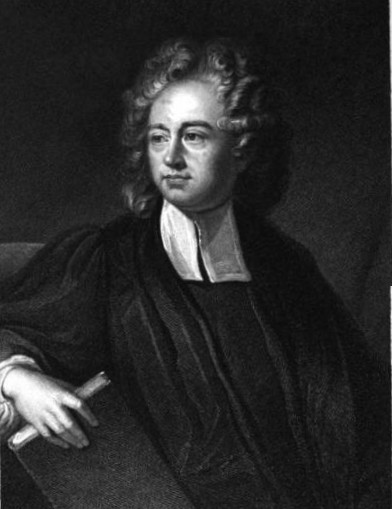
Richard Bentley

Paradoxul lui Bentley este un paradox cosmologic care indică o problemă care apare atunci când teoria gravitației lui Newton este aplicată cosmologiei. Richard Bentley, un reverend anglican, a fost un contemporan al lui Isaac Newton. După ce Newton și-a formulat legea gravitației, el a observat că, dacă toate stelele sunt atrase una de alta prin gravitație, atunci ar trebui să se prăbușească toate într-un singur punct. O stea va atrage alta; acea stea va crește și va atrage gravitațional tot mai multe și mai multe stele. Cu timpul, totul se va prăbuși într-un singur punct. Newton a rezolvat paradoxul susținând că Dumnezeu a împiedicat prăbușirea prin "corecții constante". Deși explicația lui Newton era destul de nesatisfăcătoare din punct de vedere cosmologic, paradoxul lui Bentley ar putea dovedi care este motivul apariției unei variante de Big Crunch, fenomenul opus Big Bangului.
Întrebarea principală a paradoxului lui Bentley este dacă universul este finit sau infinit. În 1692, Richard Bentley, un reverend anglican, i-a scris lui Newton o scrisoare simplă în care a subliniat problemele care apar în teoria gravitației atunci când este aplicată întregului univers. Dacă Universul este finit, atunci, datorită atracției reciproce gravitaționale, stelele formează o superstea la un moment dat. Cu toate acestea, dacă universul este infinit, forțele de maree sunt infinite, ceea ce ar sparge stelele.
Newton a considerat că universul trebuie să fie infinit, iar materia sa trebuie să fie distribuită absolut uniform. Cu toate acestea, această condiție constantă este extrem de instabilă, după cum a recunoscut și Newton.

## Vezi și
- Paradoxul lui Olbers